# Lascoria bifidalis
Lascoria bifidalis är en fjärilsart som beskrevs av Augustus Radcliffe Grote 1872. Lascoria bifidalis ingår i släktet Lascoria och familjen nattflyn. Inga underarter finns listade i Catalogue of Life.